# Río Numpatkay
Der Río Numpatkay ist ein etwa 115 km langer rechter Nebenfluss des Río Comaina in der Region Amazonas im Norden von Peru.

## Flusslauf
Der Río Numpatkay entspringt im Süden der Cordillera del Cóndor auf einer Höhe von etwa 1800 m. Das Quellgebiet liegt an der Wasserscheide zum weiter westlich verlaufenden Río Chirinos im Westen des Distrikts Imaza an der Grenze der Provinzen Bagua (Region Amazonas) und San Ignacio (Region Cajamarca). Der Río Numpatkay fließt anfangs 3 km nach Norden und anschließend 9 km nach Osten, bevor er sich nach Norden wendet. Bei Flusskilometer 65 mündet der Río Tunduza von links in den Fluss. Dieser fließt anschließend in überwiegend nordnordöstlicher Richtung. Die unteren 47 Kilometer liegen im Distrikt El Cenepa (Provinz Condorcanqui). Das Flusstal verbreitert sich nun etwas und es liegen mehrere Ortschaften am Flusslauf. Bei Flusskilometer 21 mündet der Río Achuime von links in den Río Numpatkay. Auf den letzten 7 Kilometern durchschneidet dieser noch einen Höhenkamm, bevor er schließlich auf den von Norden kommenden Río Comaina trifft. Die Mündung liegt auf einer Höhe von etwa 360 m 22,5 km westnordwestlich des Distriktverwaltungszentrums Huampami. Größere Ortschaften am Flusslauf sind Wayampiak, Shamatak Grande, Pampa Entsa und Kusu Numpatkaim.

## Einzugsgebiet
Das Einzugsgebiet des Río Numpatkay erstreckt sich über eine Fläche von etwa 2120 km². Es liegt in den Distrikten El Cenepa (Provinz Condorcanqui) und Imaza (Provinz Bagua). Im Nordwesten bildet die Wasserscheide die Grenze zu Ecuador. Jenseits der Grenze befindet sich das Einzugsgebiet des Río Nangaritza. Im Südwesten grenzt das Einzugsgebiet des Río Numpatkay an das des Río Chirinos, im Süden an das des Río Campamisa (auch Río Shimutaz), im Südosten an die Einzugsgebiete von Quebrada Numpatkaime und Río Cusu sowie im Nordosten an das der Quebrada Canga.